# Parti Démocratique Républicain et Social
De Parti Démocratique Républican et Social (Nederlands: "Democratisch-Republikeinse en Sociale Partij"), was Franse sociaaldemocratische politieke partij die tussen 1931 en 1932 bestond.
De PDSR werd in 1931 opgericht door Joseph Paul-Boncour, een voormalig lid van de socialistische Section Française de l'Internationale Ouvrière (SFIO). Joseph Paul-Boncour was uit de SFIO getreden omdat hij kritiek had op de weigering van de partijleiding om samen te werken met burgerlijke partijen en omdat de partij tegenstander was van uitbreiding van de defensie-uitgaven. 
Joseph Paul-Boncour was van 18 december 1932 tot 31 januari 1933 premier van een centrumlinks kabinet.
In 1933 ging de PDSR op in de Parti Républicain-Socialiste (RS, Republikeins-Socialistische Partij). 